# Urząd Boostedt-Rickling
Urząd Boostedt-Rickling (niem. Amt Boostedt-Rickling) – urząd w Niemczech w kraju związkowym Szlezwik-Holsztyn, w powiecie Segeberg. Siedziba urzędu znajduje się w miejscowości Boostedt.
W skład urzędu wchodzi sześć gmin:
1. Boostedt
2. Daldorf
3. Groß Kummerfeld
4. Heidmühlen
5. Latendorf
6. Rickling